# Siraj ud-Daulah

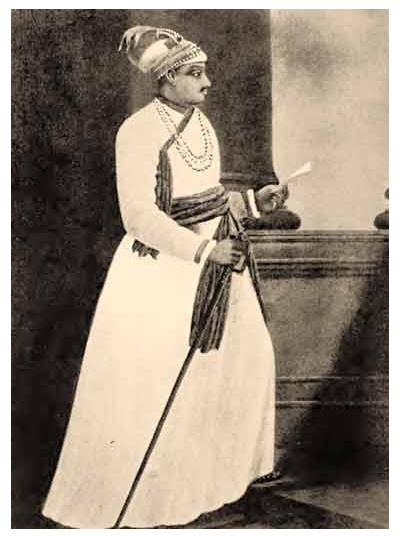
Shiraj ud-Daulah

Muhammad Shiraj ud-Daulah (Murshidabad, 1733 – aldaar, 12 juli 1757) was nawab van Bengalen in 1756 en 1757. In de korte periode van zijn regering raakte hij in conflict met de Britse East India Company. Hij werd verslagen door Britse troepen onder Robert Clive in de slag bij Plassey, die het begin vormde van de Britse heerschappij in Bengalen.

## Levensloop
Shiraj ud-Daulah was de zoon van Zainuddin Ahmed Khan, de gouverneur van Bihar, en Amina Begum, de dochter van nawab Alivardi Khan. Zijn grootvader, die geen zoons had, benoemde Shiraj ud-Daulah in 1752 tot zijn opvolger. In 1756, op 23-jarige leeftijd, volgde hij zijn grootvader op. 
De Britten hadden hun activiteiten in Bengalen in het midden van de 18e eeuw sterk uitgebreid. Hoewel de nawab de Britten wantrouwde, leverde de handel met de East India Company hem veel geld op. Shiraj ud-Daulah vond echter dat de Company misbruik maakte van de voorrechten die hij verleend had. Bovendien werd zijn woede gewekt toen de Britten tegen zijn wens in de vestiging Fort William ten zuiden van Calcutta versterkten. In juni 1756 nam hij Calcutta bij verrassing in. De 69 gevangengenomen Britten werden in een kleine cel opgesloten, waar ze gedurende de nacht werden achtergelaten. In de morgen bleken de meeste van deze gevangenen te zijn overleden. Het voorval raakte in de Britse verslaggeving bekend onder de naam Black Hole of Calcutta, en werd aangegrepen om militaire acties tegen de nawab te bepleiten.
De East India Company stuurde daarop Robert Clive aan het hoofd van een legertje vanuit Madras naar Bengalen. Clive wist Calcutta te ontzetten en met Shiraj ud-Daulah tot een voor de Britten gunstig vergelijk te komen. Daarmee was zijn opdracht vervuld, maar de ambitieuze Clive zwoer samen met Mir Jafar, een bevelhebber van de nawab. Met slechts 3000 man rukte Clive op naar Plassey, waar hij het veel grotere leger van Shiraj ud-Daulah trof. Tijdens de slag liep Mir Jafar echter over naar de Britten, die een klinkende overwinning behaalden. 
Shiraj ud-Daulah vluchtte na afloop van de slag naar Murshidabad, waar hij door een vertrouweling van Mir Jafar werd vermoord. Zijn lichaam werd de volgende dag op een olifant door de stad gereden. Later werd het bijgezet op het kerkhof Khushbagh aan de andere zijde van de rivier de Bhagirathi, waar ook zijn grootvader Alivardi Khan begraven ligt.
De slag bij Plassey betekende het begin van de Britse heerschappij over Bengalen. Mir Jafar werd door de Britten aangesteld als marionet en Clive liet zich door de regenten in Calcutta tot gouverneur van Bengalen benoemen.